# Nina (Radiserne)
 For alternative betydninger, se Nina. (Se også artikler, som begynder med Nina)
Nina Brun (engelsk Sally Brown) er en tegnefilmsfigur og den yngre søster til Søren Brun i tegneserien Radiserne af Charles M. Schulz. Hun blev første gang nævnt i begyndelsen af 1959 og gennem en lang række striber, før hendes første optræden i august 1959.
I tv-serien Nuser (snoopy) det er her Fergie der lægger stemme til Nina.